# ماچلنی
ماچلنی (به انگلیسی: Muchelney) یک روستا و محله مدنی در بریتانیا است که در سامرست جنوبی واقع شده‌است. ماچلنی ۶٫۴۴ کیلومتر مربع مساحت و ۱۹۵ نفر جمعیت دارد.